# Горавский, Дамиан
Да́миан Кши́штоф Гора́вский (пол. Damian Krzysztof Gorawski; 4 января 1979, Руда-Слёнска, Польша) — польский футболист, полузащитник.

## Карьера

### Клубная
Выступал за клубы «Рух» из Хожува, «Висла» из Кракова и «Москва». В 2008 году перешёл в ярославский «Шинник», а 16 января 2009 года стало известно, что Дамиан ушёл из «Шинника».

### В сборной
Сыграл 14 матчей и забил 1 гол в составе сборной Польши.